# Петер Фляйшман
Петер Фляйшман (нім. Peter Fleischmann; 26 липня 1937, Цвайбрюккен, Рейнланд-Пфальц — 11 серпня 2021, Потсдам, Брандебург) — німецький кінорежисер, сценарист та продюсер.

## Життєпис
Навчався в Німецькому інституті кіно та телебачення (DIFF) у Мюнхені та в Інституті перспективних досліджень кінематографа (IDHEC) у Парижі, де потоваришував з Жаном-Клодрм Карр'єром, разом з яким пізніше створив кілька кіносценаріїв.
1969 року спільно з Фолькером Шлендорфом заснував кінокомпанію Hallelujah Film.
Співавтор сценарію і режисер знятого на Київській кіностудії ім. О. П. Довженка фільму «Важко бути богом» (1989, 2 с, кіностудія ім. О. П. Довженка — «Алілуя-фільм ГМБХ», ФРН).
Отримав срібний приз «Deutscher Filmpreis» у 1969 році за фільм «Мисливські сцени з Баварії» (нім. Jagdszenen aus Niederbayern).
У 2003 році став одним із співзасновників Німецької кіноакадемії.
2008 року видав роман «Страх німців перед майбутнім» (нім. Die Zekunftsangst der Deutscehen).
Петер Фляйшман помер 11 серпня 2021 року у Потсдамі в віці 84-х років.